# Histoire des Juifs en Macédoine du Nord
L'histoire des Juifs en Macédoine débute à l'Antiquité. La population juive est renforcée durant la période ottomane, qui prospère dans les villes macédoniennes. La plupart des Juifs sont tués durant la Shoah, et il ne reste aujourd'hui qu'approximativement 200 Juifs dans le territoire de la Macédoine du Nord contemporaine. 

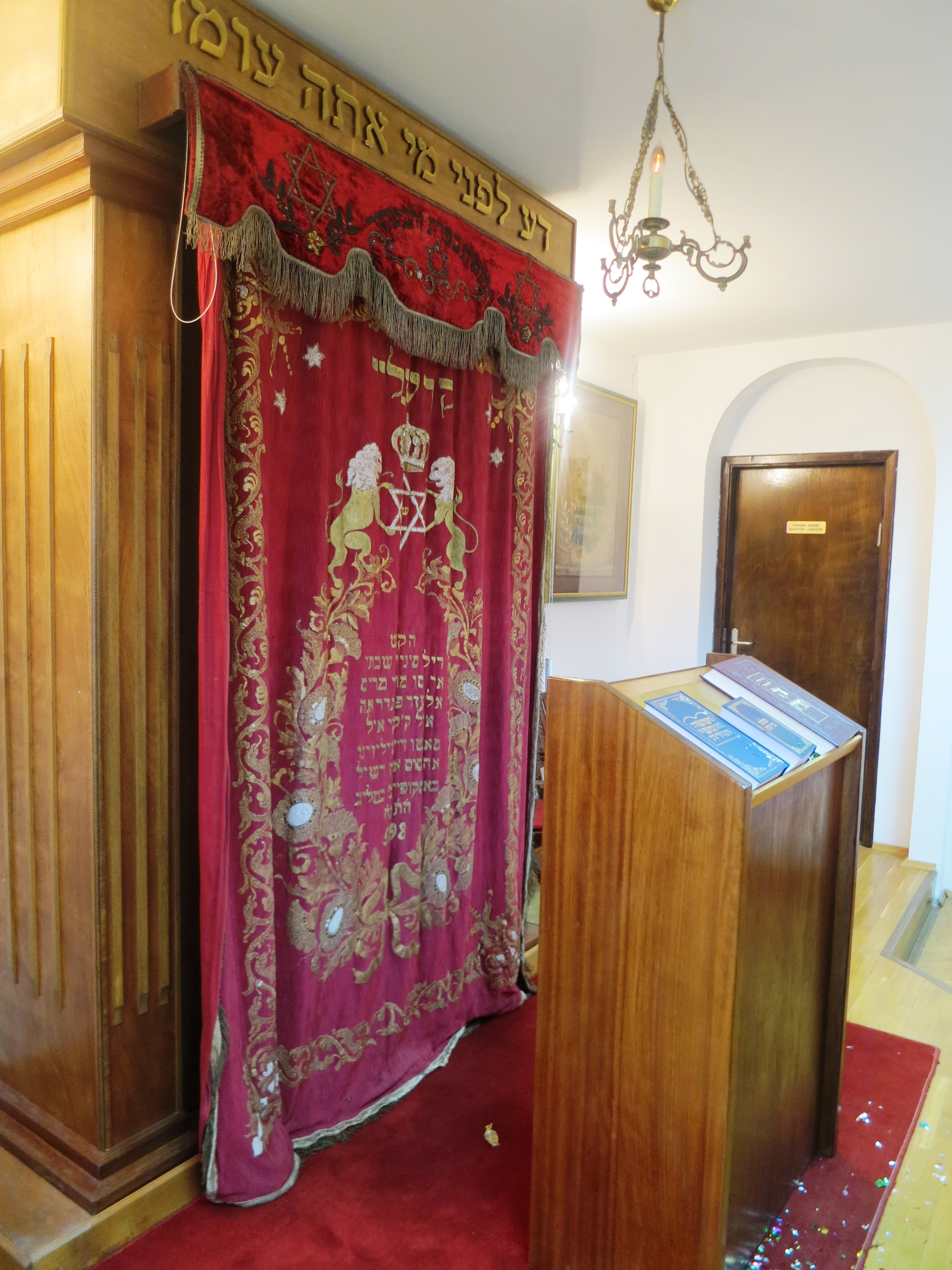
L'intérieur de la synagogue Beth Yaakov de Skopje

## Histoire

### Antiquité
Des Juifs vivaient dans la région de Macédoine dès la période romaine comme l'attestent les restes archéologiques d'une ancienne synagogue à Skupi. Des Juifs rejoignent la région par la suite, alors qu'ils sont persécutés par les Romains en Israël. La présence de Juifs est également attestée par la lettre d'Agrippa à Caligula.
Au IIe siècle, des fouilles archéologiques mettent en évidence l'existence d'une communauté juive dans la ville de Stobi,.

### Moyen Âge
Après la période romaine, les Juifs qui vivent en macédoine sont Romaniotes. Ils sont massacrés durant la première croisade.
Vers la fin du XIVe siècle, des Juifs trouvent refuge dans les municipalités macédoniennes comme à Salonique qui devient un important centre commercial et textile. Le sultan Mehmed II fait déplacer des Juifs à Ohrid, qui avait une synagogue jusqu'au XIXe siècle. Comme Juifs connus d'Ohrid, il y a le talmudiste Judah Leon ben Moses Mosconi et Leo II Mung, un converti qui devient archevêque de la ville.
À Skopje, la synagogue Beth Aharon est construite en 1366.

### Époque ottomane
À l'époque ottomane, des réfugiés juifs de l'Inquisition fuyant l'Espagne et le Portugal, s'installent dans les villes macédoniennes. Ils prospèrent dans le commerce et dans des disciplines comme la médecine et le droit. Les Juifs entretenaient de bonnes relations avec la population macédonienne.
Le cimetière juif de Bitola est créé en 1497. À Skopje, au XVIIe siècle, il y avait 3 000 juifs et deux synagogues, Beit Aron et Beit Yaacov. 
À son apogée, la communauté juive de Bitola avait neuf synagogues, celle de Skopje trois et  celle de Štip, deux.
À la fin de la domination ottomane, des Juifs participent au mouvement d'émancipation macédonien, comme Rafael Moshe Kamhi.

### La Shoah

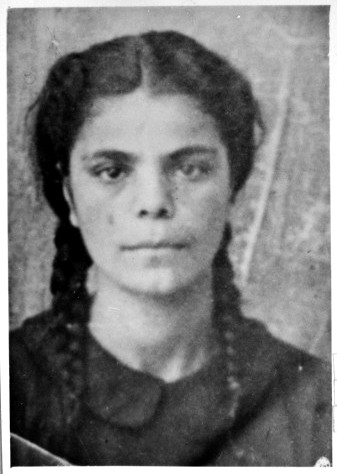
Haim Estreya Ovadya, combattante des partisans, morte en 1944, décorée de l'Ordre du Héros national.

Avant la Seconde Guerre mondiale, à Bitola vécurent 8000 Juifs à Skopje 3000 Juifs, et à Stip 500 Juifs.
L'armée bulgare occupe le territoire de la Macédoine et en persécute les Juifs, qui seront par la suite déportés en 1943 à Treblinka.
En mars 1943, 7215 personnes sont détenues dans des entrepôts à Skopje avant leurs déportations vers les camps de la mort, parmi eux : 
- 539 enfants de moins de 3 ans,
- 602 enfants de 3 à 10 ans
- 1172 enfants de 10 à 16 ans
- 865 personnes de plus de 60 ans
- 250 personnes gravement malades
- 4 femmes enceintes qui ont accouché dans le camp de détention.
- 4 personnes qui sont décédées à leur arrivée au camp.

#### Le Musée de l'Holocauste à Skopje

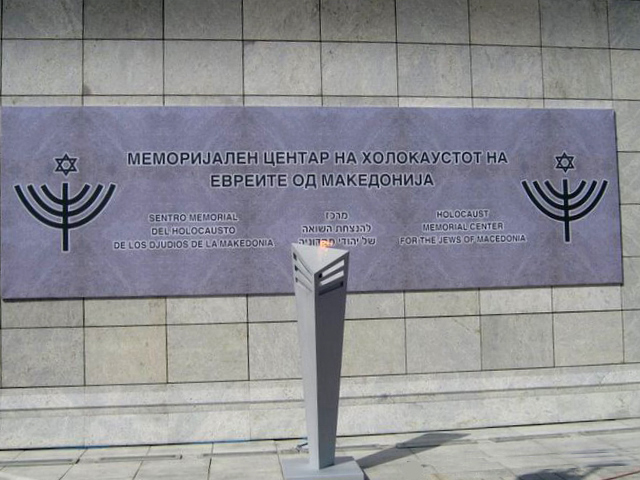
Plaque commémorative du Musée de la Shoah, en macédonien, ladino, hébreu et anglais